# Вілбур Шрамм
Вілбур Шрамм (англ. Wilbur Schramm; 5 серпня 1907 — 27 грудня 1987) — американський письменник, журналіст, викладач, соціолог, один із основоположників соціології масових комунікацій у США. Автор численних підручників та досліджень з масової комунікації.

## Життєпис

### Ранні роки та освіта
Вілбур Шрамм народився 1907 року в місті Марієтта, штат Огайо, США, в родині домогосподарки Луїзи Шрамм (Ланг) та адвоката Арчібальда Шрамма. 1928 року захистив бакалаврський диплом з політології, з відзнакою випустившись із Коледжу Марієтти, де перебував у студентській організації «Фі Бета Каппа». Магістерський ступінь здобув 1930 року в Гарвардському університеті за спеціальністю «література та філософія», а вже 1932 року захистив докторську дисертацію з американської літератури в Університеті Айови за темою «Гайавата і його попередники»; крім докторської програми Шрамм переїхав до Айови й для отримання терапії від заїкання.

### Подальше життя та професійна діяльність
Протягом 1924—1930 років працює репортером, штабним редактором та кореспондентом американського інформаційного агентства «Associated Press».
Одразу після здобуття докторського ступеня Шрамм протягом двох років займає посаду старшого наукового співробітника, а згодом, з 1934 до 1941 року, — доцента та професора англійської мови в Університеті Айови. Водночас з цим з 1935 до 1944 науковець редагує журнал критичного та художнього письма «American Prefaces», а 1936 року навіть створює при університеті Айовську письменницьку майстерню, яку очолює протягом п'яти років — до своєї дворічної академічної відпустки 1941 року. Відпустку Шрамм взяв невдовзі після нападу на Перл-Гарбор, щоби зголостися на службу освітнім директором Управління фактів та цифр у Вашингтоні, яке 1942 року за наказом Франкліна Рузвельта було об'єднано в Управління воєнної інформації.
У 1943 Шрамм повертається до Університету Айови та протягом наступних чотирьох років очолює тамтешню Школу журналістики, на основі якої створює першу в США докторську програму з масових комунікацій.
1947 Шрамм переносить свою академічну діяльність до Іллінойського університету, де займає посаду професора комунікацій (перша подібна посада в США), директора видавництва «University Press», а також голови заснованого ним того ж року Інституту комунікаційних досліджень при Іллінойському університеті. Водночас з 1950 року Шрамм числиться деканом Відділу комунікацій, до складу якого входить й Інститут комунікаційних досліджень.
1951 року, під час Корейської війни, Шрамм публікує своє перше серйозне міжнародне дослідження «Червоні беруть місто» (The Reds Take a City) про вплив північнокорейської військової окупації на місто Сеул.
1954 року науковця назначено директором дослідницького проекту Ради національної безпеки, а вже 1955 року він викладає комунікації в Стенфордському університеті. 1956 він засновує новий Інститут комунікаційних досліджень, на цей раз на основі Стенфордського університету, та очолює його понад десятиліття, з 1957 до 1973 року. З 1959 протягом двох років є членом ради Центру передових досліджень в галузі поведінкових наук. 1962 року його назначають професором міжнародних комунікацій імені Джанет М. Пек. 1965 року Шрамм очолює групу експертів, яку влада Індії запрошує до країни для консультації з приводу розвитку інфраструктури масової комунікації. Подібні експертні оцінювання науковець проводив і для ряду інших держав, як-от Кореї, Індонезії, Уганди, Танзанії, Ель Сальвадору, Колумбії, Кенії, Нігеру, Пакистану та Ізраїлю, оскільки в коло його інтересів входить і життя країн так званого третього світу. Зокрема Шрамма цікавить проблема та можливості використання масової комунікації з ціллю сприяння економічному росту та соціальному розвитку таких держав.
1967 року Шрамм отримує додаткову посаду — професора освіти у тому ж Стенфордському університеті.
1973 року шістдесятип'ятирічний Шрамм мусить вийти на пенсію; у зв'язку з цим Стенфордський університет присвоює йому звання почесного професора, однак академічна кар'єра науковця на цьому не скінчується. Того ж року він стає директором Інституту комунікацій на основі Центру культурного та технічного обміну між Сходом та Заходом у Гонолулу, однак уже 1977 року остаточно виходить на пенсію.
Протягом останнього десятиліття свого життя Шрамм живе на Гаваях та продовжує видавати наукові та художні публікації.
Помер Вілбур Шрамм 27 грудня 1987 року у віці 80 років у Гонолулу, Гаваї.

## Науковий доробок

### Нормативні теорії преси
Вілбур Шрамм зробив внесок у розробку так званих нормативних теорій преси. 1956 року Вілбур Шрамм, Фред С. Зейберт та Теодор Петерсон здійснили аналіз різних світових систем преси в рамках цієї теорії та виокремили такі чотири теорії, що пояснюють різні принципи функціонування преси в контексті різних ступенів та видів їхньої свободи або обмеження з боку влади:
- авторитарна теорія;
- лібертарна теорія;
- теорія соціальної відповідальності;
- радянська комуністична теорія.

#### Авторитарна теорія
Описує переважно диктаторські суспільства, однак може прикладатися й до менш авторитарних країн, політична обстановка яких є такою, за якої принцип свободи преси суперечить інтересам держави (наприклад, у випадку воєнного стану). Авторитаризм може стосуватися як всіх, так і деяких окремих засобів масової комунікації, поширених у тому чи іншому суспільстві. Авторитарна модель характеризується контролем преси з боку владних структур, відповідністю матеріалу, що публікується, офіційній риториці держави та жорсткою цензурою.

#### Лібертарна теорія
Лібертарна теорія виникає як відповідь на авторитарну теорія внаслідок поширення демократії та збільшення важливості особистої свободи індивіда в західних суспільствах. Лібертарна теорія ґрунтується на припущенні, згідно з яким люди як розумні істоти здатні розрізняти правду та брехню, а оскільки пошук правди є їхнім природним правом, преса має допомагати їм у пошуках цієї правди шляхом змалювання тієї чи іншої події максимально різнобічно, з урахуванням всіх можливих позицій та думок. Для цього преса повинна бути незалежною від впливу влади та держави; навпаки, в суспільстві вона повинна виступати четвертою владою. Лібертарна теорія характеризується відсутністю зовнішньої цензури, вільною критикою чинної влади, відсутністю кримінальної чи адміністративної відповідальності за публікацію матеріалів наклепницького характеру, а також свободою розповсюдження та отримання інформації.

#### Теорія соціальної відповідальності
Теорія соціальної відповідальності намагається об'єднати принцип свободи з ідеєю відповідальності перед суспільством. Преса має владу в суспільстві, а отже, мусить оперувати й певними професійними стандартами, публікуючи лише правдиву, перевірену й об'єктивну інформацію та утримуватися від подачі тої інформації, яка може принести шкоду суспільству або образити ті чи інші групи населення.

#### Радянська комуністична теорія
Радянська комуністична теорія характеризується контролем преси з боку робочого класу (тобто вона не може належати приватній особі), позитивним впливом на суспільство, репрезентацією інтересів та потреб населення, цензурою з боку суспільства та підтримкою соціалістичних і комуністичних ідей.

### Модель комунікації Вілбура Шрамма
1952 року у своїй статті «Як працює комунікація» Шрамм опублікував власну модель процесу комунікації, суть якої полягала в тому, що в процесі створення та отримання повідомлення беруть участь і комунікатор, і реципієнт, по черзі закодовуючи та розкодовуючи різні повідомлення. Тобто процес комунікації є безперервним процесом обміну повідомленнями. Зокрема модель Шрамма містить такі компоненти комунікації:
- відправник (комунікатор) — людина, яка надсилає повідомлення;
- закодовувач — людина, яка конвертує повідомлення в код. Відправник та закодовувач є однією і тією ж людиною;
- розкодовувач — людина, яка розкодовує отримане повідомлення та «перекладає» його зрозумілою реципієнтові «мовою»;
- інтерпретатор — людина, яка намагається зрозуміти та проаналізувати повідомлення; повідомлення вважається отриманим лише після того, як воно пройшло крізь інтерпретатора;
- реципієнт (одержувач) — людина, яка отримує повідомлення. Розкодовувач, інтерпретатор та реципієнт є однією і тією ж людиною; водночас з цим в процесі комунікації одна людина є почергово і відправником, і реципієнтом, по черзі надсилаючи та отримуючи повідомлення;
- повідомлення — інформація, надіслана відправником та отримана реципієнтом;
- фідбек — відповідь реципієнта на отримане повідомлення; дозволяє зрозуміти, чи правильно інтерпретатор розкодував отримане повідомлення; без фідбеку комунікація вважається незавершеною;
- медія чи медії — канал, через який було надіслано повідомлення;
- шум — перешкоди в отриманні повідомлення. Семантичним шумом називають те повідомлення, яка було розкодоване та сприйняте реципієнтом інакше, аніж це передбачалося відправником.

Важливими у комунікаційній моделі Шрамма є досвіди відправника та реципієнта, оскільки вони впливають на їхню інтерпретацію повідомлення. Інакше кажучи, наша стать, вік, культурне та географічне походження, освіта тощо впливають на те, як ми бачимо та розуміємо світ, а отже — і отримувані нами повідомлення.

### Функції медіа за Шраммом
Важливу роль у науковому спадку Вілбура Шрамма відіграють окреслені ним функції учасників комунікації.
Зокрема Шрамм виділяє такі функції комунікатора:
- інформування;
- навчання;
- створення психологічного комфорту аудиторії;
- пропаганда.

Для реципієнта функції будуть такими:
- сприйняття;
- навчання;
- отримання задоволення;
- прийняття рішень.

## Публікації
- Hiawatha and Its Predecessors. Philological Quarterly, 11: 321-43 (1932).
- Measuring Another Dimension of Newspaper Readership. Journalism Quarterly, 24:293-406 (1948).
- The Effects of Mass Communication: A Review. Journalism Quarterly, 26:397-409 (1949).
- Mass Media in Modern Society (1949).
- The Nature of News, Journalism Quarterly, 26:259-69 (1949).
- (With J. W. Riley, Jr.) The Reds Take a City: The Communist Occupation of Seoul, with Eve-witness Accounts. (New Brunswick, N.J.: Rutgers University Press), 210 pp (1951).
- How communication works. In W. Schramm (Ed.), The process and effects of mass communication. Urbana, IL: University of Illinois Press (1954).
- Procedures and Effects of Mass Communication, in Mass Media and Education, Fifty-third Yearbook of the National Society for the Study of Education (Chicago: National Society for the Study of Education), 113-38 (1954).
- Information Theory and Mass Communication. Journalism Quarterly, 32:131.46 (1955).
- Notes on the British concept of propaganda, in Four Working Papers on Propaganda Theory, ibid., 65.97 (1955).
- Responsibility in Mass Communication, with Introduction by Reinhold Niebuhr (New York: Harper & Brothers), 391 pp (1957).
- Science and the Public Mind, in Schramm (editor), Paris-Stanford Studies in Communication, 17-47 (1962).
- The Challenge to Communication Research, in R. 0. Nafziger and D. M. White (editors), Introduction to Mass Communications Research (Baton Rouge, La.: Louisiana State University Press, 1958; revised edition, 1963, 3-31 (1963).
- The Science of Human Communication. With a foreword by the editor. (New York: Basic Books, Inc.), viii + 158 pp (1963).
- Mass Media and National Development. The Role of Information in the Developing Countries. With a foreword by UNESCO and Preface by Author (Stanford, California: Stanford University Press and UNESCO, Paris), xiv + 333 pp (1964).
- Ten years of the Rural Radio Forum in India, in New Educational Media in Action, Vol. 1, 105-34 (1967).
- Quality on Educational Television (1971).
- The Nature of Communication between Humans. In W. Schramm, & D. F. Roberts (Eds.), The Process and Effects of Mass Communication. Urbana, IL University of Illinois Press (1971).
- Men, Messages, and Media: A Look at Human Communication (New York: Harper and Row), 341 pp (1973).
- Circulation of News in the Third World (1981).